# Anampses cuvier
Anampses cuvier Quoy & Gaimard, 1824 è un pesce osseo marino appartenente alla famiglia Labridae diffuso nelle acque hawaiane. È la specie tipo del genere Anampses.
L'epiteto specifico cuvier è stato scelto in onore del biologo francese Georges Cuvier.

## Descrizione

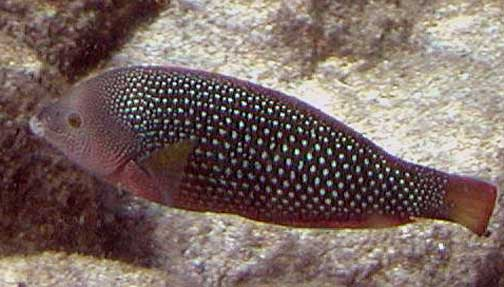
Femmina di Anampses cuvier

Presenta un corpo allungato e compresso lateralmente, la cui lunghezza massima registrata è di 31 cm. Somiglia molto ad Anampses caeruleopunctatus, specie indo-pacifica dall'areale molto più esteso che è però assente dalle Hawaii; se ne distingue principalmente per la conformazione meno slanciata.
Come tipico per il genere Anampses, in questa specie il dimorfismo sessuale è molto marcato. Le femmine hanno una colorazione bruna-rossastra cosparsa di piccole macchie bianche, una per ogni scaglia. Questa colorazione sfuma verso il bianco sul ventre, che nella porzione anteriore è punteggiato di rosso. La pinna caudale e le pinne pettorali sono giallastre; la pinna dorsale e la pinna anale, che sono basse e lunghe, sono striate di rosso e azzurro. Su queste ultime negli esemplari giovani (fino a circa 6,5 cm) sono presenti degli ocelli, i quali si riducono con la crescita fino a sparire completamente negli esemplari oltre gli 8 cm.

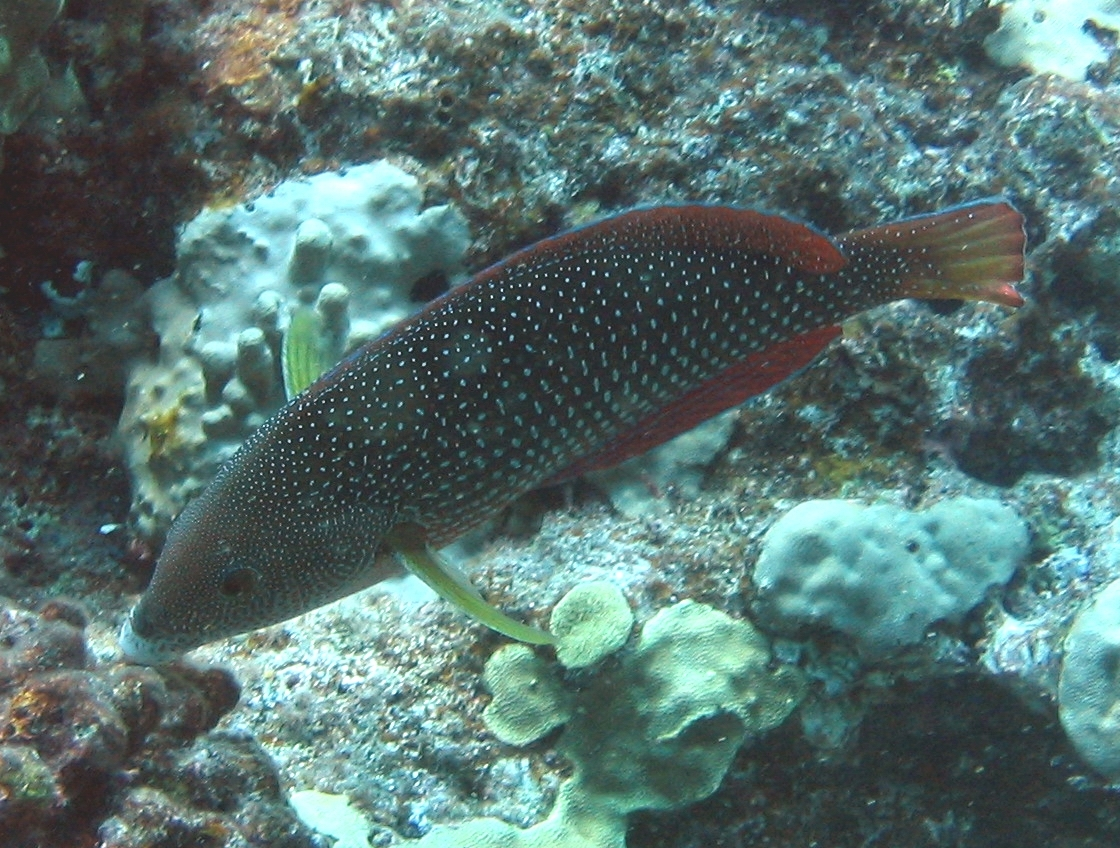
Femmina di A. cuvier

I maschi adulti presentano un'area verde sulla testa che arriva poco al di sotto degli occhi; il resto del corpo è per lo più brunastro con striature azzurre su ogni scaglia, con l'eccezione di una fascia verticale più chiara sui fianchi. La pinna caudale, dal margine dritto, diventa da giallastra a giallo-rossastra con i raggi esterni azzurri.

## Biologia

### Alimentazione
Si nutre prevalentemente di invertebrati bentonici, tra cui crostacei (prevalentemente anfipodi e in minor parte isopodi, tanaidacei e granchi della famiglia Xanthidae), molluschi, echinodermi, ascidie e policheti, ma la sua dieta include anche alghe e uova e larve di pesci. Preda organismi di dimensioni molto ridotte.

### Riproduzione
È ermafrodita proteroginico (gli esemplari più giovani sono femmine) e non presenta cure parentali nei confronti delle uova.

## Distribuzione e habitat
Ha un areale piuttosto ristretto: ne è nota la presenza solo nella catena sottomarina delle Isole delle Hawaii e Midway e nelle acque dell'Atollo Johnston. Vive in acque costiere su fondali rocciosi, e può essere trovato nelle pozze di marea; anche se in genere si mantiene al di sopra dei 26 m di profondità, i maschi adulti talvolta si spingono fino agli 80.
La località tipo è Maui.

## Tassonomia

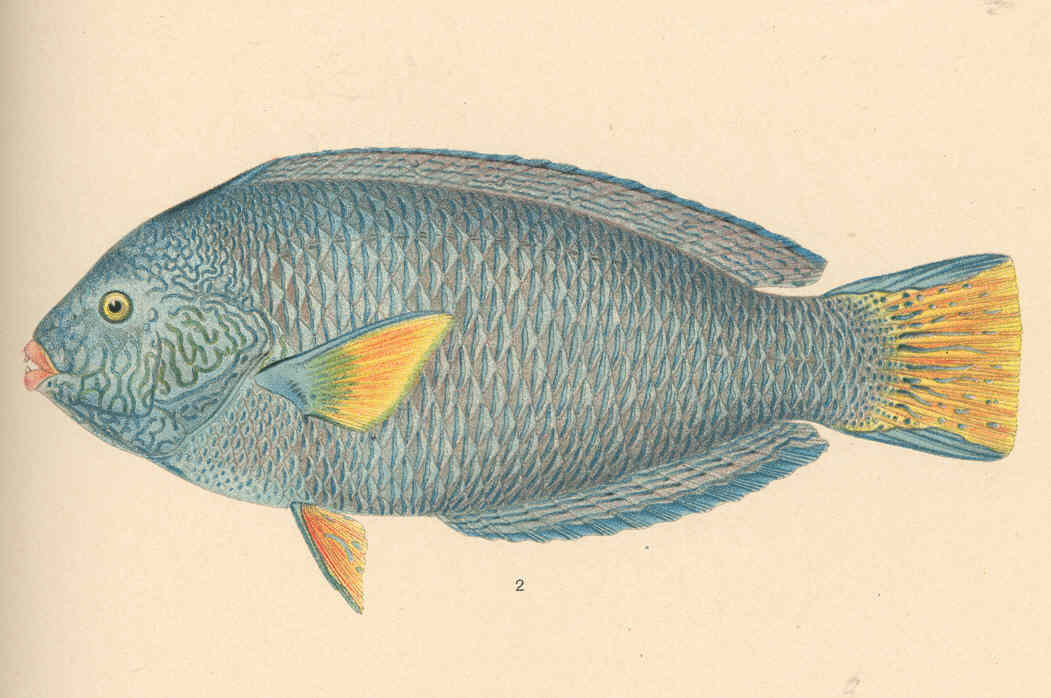
Maschio adulto in un'illustrazione del 1907, indicato come Anampses godeffroyi

A causa dell'evidente dimorfismo sessuale, i maschi di questa specie sono stati erroneamente identificati come una specie differente: Albert Günther la descrisse nel 1881 come Anampses godeffroyi, nome oggi ritenuto sinonimo di A. cuvier.

## Conservazione
La lista rossa IUCN ha classificato questa specie come "a rischio minimo" (LC) nel 2010 perché è comune e comunemente osservata, e perché il suo areale è in gran parte sovrapposto al Monumento nazionale marino di Papahānaumokuākea. Anampses cuvier è talvolta catturato per l'acquariofilia, ma le catture non sono considerate tanto frequenti da rappresentare una minaccia.